# 西卡雷 CH-8
Cicaré CH-8是一款由西卡雷基於1980年代末的單座直升機，進而研製的超輕型直升機。

## 設計
CH-8採取低成本建造，配有兩葉主旋翼和尾槳。主旋翼由複合材料製成，採用半剛性設計，扭轉為6°。吊艙式機身採用碳纖維和環氧樹脂製成的機艙，並配有長長的透明前開式座艙蓋。這個大的擋風玻璃使飛行員能夠看到滑橇的尖端，從而在著陸時更容易獲得地面參考。該框架採用航空SAE 4130鉻鉬鋼管  製成，並以太空網狀結構焊接。鋼框架還承載發動機，半暴露在機殼後面，並透過皮帶傳動裝置連接到主旋翼軸。細長的鋁製吊桿透過一對長支柱加強到機身下部框架，承載尾槳和後掠翼。

## 外部連結
- 官方网站